# Boomdotto
Il boomdotto (boom tube) è un portale immaginario del mondo dei fumetti DC Comics creato da Jack Kirby nel febbraio-marzo 1971 (Forever People n. 1); in Italia è apparso nel fumetto Il Super Eroe n. 2 (1978) edito da Editoriale Corno. Il portale viene aperto dalla Scatola Madre ed è utilizzato dai Nuovi Dei per viaggiare da un luogo all'altro (anche da una dimensione all'altra).
In alcune occasioni viene chiamato anche star gate: nella miniserie Legends, ad esempio, o nella serie animata I Superamici.

## Descrizione
La "scienza" del boomdotto non è mai stata spiegata (com'è normale per i fumetti del Quarto Mondo) ma permette alle persone di viaggiare attraverso distanze interstellari e attraverso diverse dimensioni, creando velocemente un condotto tra due punti. Quando viene usato, un leggero ronzio accompagna la formazione del condotto (un tunnel di cerchi oscillanti di luce), che aumenta man mano che il condotto è mantenuto e attraversato, culminando in una sonora esplosione (da cui il nome "boomdotto") quando si chiude. I condotti sono generati da un altro dispositivo, di solito una Scatola Madre, e sono alimentati dal misterioso Elemento-X.
I primi fumetti di Kirby raffigurano i boomdotti come un esclusivo collegamento con la Terra; gli scrittori successivi hanno reso questi condotti utili per viaggiare in qualsiasi punto dell'universo, anche tra vari punti dello stesso pianeta. In realtà in Mr Miracle una scatola madre “sconsiglia” di aprire un boomdotto con provenienza e arrivo sul pianeta Terra per evitare cataclismi e incalcolabili perdite di vite umane

## Altri media
- I boomdotti appaiono nelle ultime due stagioni dei Superamici (Super Friends: The Legendary Super Powers Show e The Super Powers Team: Galactic Guardians); qui sono chiamati "Star Gates" e sono usati dai nativi di Apokolips (Nuova Genesi non è mai nominata).
- Appaiono anche nelle serie Superman, Batman of the Future, Justice League e Justice League Unlimited.
- Nella serie Legion of Super-Heroes, Superman X usa un dispositivo simile alla Scatola Madre per aprire un portale nel passato per reclutare la Legione dei Supereroi per combattere Imperiex.
- I boomdotti appaiono brevemente nel videogioco Mortal Kombat vs DC Universe come uno dei metodi di trasporto usati.